# Скерда обгрызенная
Скерда обгрызенная, или Скерда тупоконечная, или Скерда тупокорневищная (лат. Crépis praemorsa) — многолетнее травянистое растение, вид рода Скерда (Crepis) семейства Сложноцветные (Compositae).

## Название
Родовое научное латинское название происходит от корня crepis в переводе с лат. — «башмак», и дано, вероятно, по сходству формы листьев некоторых видов с подошвой обуви.
Этимология русскоязычного родового названия не ясна. В словаре Даля сведений о происхождении не приводится, указанны только синонимы скрыпу́ха и диалектный вариант шкерда. Согласно словарю Анненкова созвучные названия растения встречаются в чешском (skarda, skerda) и сербском (skrda) языках.
Латинский видовой эпитет образован от префикса prae- в переводе с лат. — «до, в начале» и корня mordeo с лат. — «кусать, покусывать, жалить». Русскоязычный вариант «обгрызенная» является переводом с латыни, этимология эпитетов «тупоконечная» и «тупокорневищная» не ясна, возможно является вольным смысловым переводом латинского.

## Ботаническое описание
Многолетнее травянистое растение.
Корневище короткое, косое, с многочисленными тонкими корнями.
Стебель один, 15–70(90) см высотой, от тонкого до толстого, прямой, бороздчатый, полый. На верхушке коротко разветвленный, безлистный, редко несущий почти посередине один сильно уменьшенный линейный стеблевой лист, вместе с другими листьями опушенный более менее густыми или рассеянными, очень короткими, беловатыми, нежелезистыми, оттопыренными, несколько курчавыми, слегка жестковатыми волосками, реже почти голый и гладкий.
Все листья прикорневые, 5–20(25) см длиной (с черешком) и 1,5–6 см шириной. Тонкие, продолговато-обратнояйцевидные, продолговато-эллиптические или продолговато-обратноланцетные, на верхушке тупые или туповатые. Край неявственно мелкозубчатый или слабо выемчато-зубчатый, с редкими тупыми зубчиками. Редко цельнокрайние, суженные в короткий крылатый черешок.
Корзинки в кистевидном, чаще кистевидно-метельчатом соцветии, на тонких, коротких, нередко сероватых шерстисто-волосистых цветоносах.
Обёртка короткоцилиндрическая, 8–12 мм длиной и (3)3,5–5 мм шириной (в начале цветения. Листочки обёртки снаружи опушены отстоящими более менее густыми волосками, нежелезистыми, бледными, жестковатыми, или голые (особенно внутренние). Тёмно- или бледно-зелёные. Наружные листочки в числе 8–12 черепитчато расположенные, прижатые, неравные по длине, линейно-ланцетные. Внутренние в числе 13–15, равновеликие, линейно-ланцетные, с белым перепончатым окаймлением.
Цветоложе точечное, голое. Цветки светло-жёлтые, в 1,5 раза длиннее обёртки. Внутренние 10–13 мм длиной, язычок до 2 мм шириной, трубка венчика 3,5–4 мм длиной, густо опушенная довольно длинными, спутанными, прозрачными и тонкими волосками. Ветви столбика желтые.
Семянки однообразные, коричневые, 3,5–4 мм длиной и 0,5 мм шириной, вальковатые, веретеновидные, к обоим концам почти одинаково слегка суженные, прямые или чуть изогнутые, примерно с 20 узкими закругленными ребрышками. Хохолок 4,5—5 мм длиной, белый. Волоски тонкие, легко опадающие по одному.
Число хромосом 2n=8.

## Распространение и экология
Ареал охватывает Центральную Европу, южную часть Скандинавии, северную часть Монголии. На территории России встречается в Европейской части, в Западной и Восточной Сибири.
Произрастает на лесных лугах, опушках и полянах, среди кустарников, в разреженных лиственных лесах, сосновых борах, реже на луговых степях.

## Классификация

### Таксономия[7]
Crepis praemorsa (L.) Tausch, 1828, Flora 12(1, Ergänzungsbl.): 79 
Вид Скерда обгрызенная относится к роду Скерда (Crepis) семейства Астровые (Asteraceae) порядка Астроцветные (Asterales). Кладограмма в соответствии с Системой APG IV:
|  |                                      |  |                                   |                                   |                    |  | ещё 10 семейств | ещё 10 семейств |                    |  |                        |  | еще 242 подтвержденных и 191 в статусе "непроверенных" видов и инфравидовых таксонов | еще 242 подтвержденных и 191 в статусе "непроверенных" видов и инфравидовых таксонов |  |
|  |                                      |  |                                   |                                   |                    |  | ещё 10 семейств | ещё 10 семейств |                    |  |                        |  | еще 242 подтвержденных и 191 в статусе "непроверенных" видов и инфравидовых таксонов | еще 242 подтвержденных и 191 в статусе "непроверенных" видов и инфравидовых таксонов |  |
|  |                                      |  |                                   | порядок Астроцветные              |                    |  |                 |                 | род Скерда         |  |                        |  |                                                                                      |                                                                                      |  |
|  |                                      |  |                                   | порядок Астроцветные              |                    |  |                 |                 | род Скерда         |  | 2 инфравидовых таксона |  |                                                                                      |                                                                                      |  |
|  | отдел Цветковые, или Покрытосеменные |  |                                   |                                   | семейство Астровые |  |                 |                 | Скерда обгрызенная |  |                        |  |                                                                                      |                                                                                      |  |
|  | отдел Цветковые, или Покрытосеменные |  |                                   |                                   |                    |  |                 |                 |                    |  |                        |  |                                                                                      |                                                                                      |  |
|  |                                      |  | ещё 63 порядка цветковых растений | ещё 63 порядка цветковых растений |                    |  |                 | ещё 1804 рода   | ещё 1804 рода      |  |                        |  |                                                                                      |                                                                                      |  |
|  |                                      |  |                                   | ещё 63 порядка цветковых растений |                    |  |                 |                 | ещё 1804 рода      |  |                        |  |                                                                                      |                                                                                      |  |

### Инфравидовые таксоны
- Crepis praemorsa subsp. caucasigena  (L.) Menitsky (в статусе непроверенного по состоянию на декабрь 2022)
- Crepis praemorsa subsp. praemorsa  (Lindley) Tausch (в статусе непроверенного по состоянию на декабрь 2022)